# Жулинська сільська рада
Жулинська сільська рада — орган місцевого самоврядування у Стрийському районі Львівської області. Адміністративний центр — село Жулин.

## Загальні відомості
Водоймища на території, підпорядкованій даній раді: річка Стрий.

## Населені пункти
Сільській раді підпорядковані населені пункти:
- с. Жулин

## Склад ради
Рада складається з 14 депутатів та голови.

### Керівний склад попередніх скликань
| ПІБ                     | Основні відомості                                                                | Дата обрання | Дата звільнення |
| ----------------------- | -------------------------------------------------------------------------------- | ------------ | --------------- |
| Юрків Михайло Федорович | Сільський голова, 1957 року народження, освіта вища, член Народного Руху України | 26.03.2006   | 31.10.2010      |
| Юрків Михайло Федорович | Сільський голова, 1957 року народження, освіта вища, член Народного Руху України | 31.10.2010   |                 |

Примітка: таблиця складена за даними джерела